# Storholmen (vid Svartbäck, Borgå)
Storholmen är en halvö i Finland.   Den ligger i landskapet Nyland, i den södra delen av landet, 30 km öster om huvudstaden Helsingfors.